# Hakainde Hichilema
Hakainde Hichilema (sinh ngày 4 tháng 6 năm 1962) là một doanh nhân và chính trị gia người Zambia, hiện là tổng thống đắc cử của Zambia. Sau khi đã tranh cử trong 5 cuộc bầu cử trước đó trong các năm 2006, 2008, 2011, 2015 và 2016, ông đã đắc cử trong cuộc bầu cử tổng thống 2021 với hơn 59% phiếu bầu. Ông đã lãnh đạo Đảng thống nhất phát triển quốc gia từ năm 2006.
Trước khi đắc cử, Hichilema là đối thủ lớn của Edgar Lungu, tổng thống Zambia từ năm 2015 đến năm 2021. Vào ngày 11 tháng 4 năm 2017, Hichilema bị bắt và buộc tội phản quốc, một động thái được coi là hành động bất hợp pháp của Lungu để bịt miệng một đối thủ chính trị. Việc bắt giữ và buộc tội đã bị lên án rộng rãi, với các cuộc biểu tình được tổ chức ở Zambia và ở nước ngoài, yêu cầu trả tự do cho Hichilema và lên án chế độ độc tài ngày càng gia tăng của Lungu. Hichilema ra tù vào ngày 16 tháng 8 năm 2017, và tội phản quốc đã được bãi bỏ.

## Tiểu sử
Hichilema sinh ra tại một ngôi làng ở huyện Monze thuộc Zambia ngày nay. Anh nhận được học bổng để theo học tại Đại học Zambia và tốt nghiệp năm 1986 với bằng cử nhân ngành kinh tế và quản trị kinh doanh. Sau đó, anh theo học MBA về Tài chính và Chiến lược kinh doanh tại Đại học Birmingham ở Vương quốc Anh.
Ông đã đảm nhiệm chức vụ tổng giám đốc điều hành ở cả Coopers and Lybrand Zambia (1994–1998) và Grant Thornton Zambia (1998–2006).